# جلادت بدرخان
جلادت بدرخان (بالكردية: Celadet Bedirxan) رائد من رواد الصحافة والثقافة الكردية الحديثة نبيل الحسب والنسب صاحب مجلة هاوار (النجدة). كان أول من كتب اللغة الكردية بأحرف لاتينية وأول من ضبط قواعدها، ورتب تلك القواعد في كتاب كردي.

## نشأته
ولد جلادت بدرخان في 26 نيسان 1893 في إسطنبول، تركيا، من سلالة الأمير بدرخان أمير إمارة بوتان الكردية، وكان والده «أمين» رجلا ثريا ووطنيا ومحبا للشعر فاتخذ من الشاعر الكردي المعروف عبد القادر كيوي استاذا لهُ ولأولادهِ يعلمهم الكردية وأصولها وكان يجمع من حولهم أستاذة في الفن والتراث والتاريخ الكردي الشفهي من كبار الموسيقين والمطربين والعلماء من سائر أرجاء كردستان ليكون ذلك بداية طريقهم إلى العلم في جو زاخر بالعلماء والفنانيين، إضافة إلى حرصهِ الشديد على تعليم أولاده اللغات فقد استقدم لهم أساتذة في اللغات الأخرى.

## حياته
بعد الحرب العالمية الأولى وفي سنة 1919م، كان موفداً عن «جمعية تعالي الكوردية» مع أخيه د.كاميران وأكرم جميل باشا، لإعداد قوة عسكرية مسلحة من الأكراد، لأجل تحرير كردستان الشمالية إلا أن وصول «ميجر نوئيل» الإنكليزي وتبليغه لهم وجوب تفريق القوى الكوردية والقيام معاً بجولة في أنحاء كردستان لمعرفة متطلبات الشعب الكوردي.
وكانت النتيجة معاهدة سيفر عام 1920م ببنودها الثلاثة (62- 63- 64) الخاصة بكردستان.
يقول جلادت: كنا أنا والميجر نوئيل نبحث عن التراث الكردي الشفهي في جبال ملطية وسيرت بين عشيرة الرشوان الحسينية المستكردة، كنا نسجل ما تتلقفه أسماعنا من التراث حيث كان الميجر نوئيل يكتب الكردية باللاتينية وأكتبه بالأحرف العربية فأعجبت بطريقة تدوينه لملاءمة الأحرف اللاتينية للفظ الكردي، فمنذ ذلك الوقت عزمت على الكتابة بالأحرف اللاتينية.
وفي عام 1922م، اصدر مصطفى كمال اتاتورك فرماناً بنفي وقتل الوطنيين الكرد وكان الأمير جلادت من ضمن القائمة، لذلك أرغم على مغادرة تركيا مع أخيه ومتابعة دراساتهم العليا في الخارج واستقرو في ألمانيا وفيها دخل جلادت جامعة لايبزغ حيث درس في كلية الحقوق وتخرج في عام 1925 وخلال وجوده في ألمانيا وجد أن أبجديته غير ملائمة للكردية نظراً لورود حروف مركبة.
وبعد تخرجه من الجامعة سافر إلى مصر وأقام فيها فترة بسيطة ثم انتقل من هناك إلى لبنان ثم إلى دمشق وتحول بعدها إلى الجزيرة السورية وبعد سماعه بخبر انتفاضة آكري دخل سراً إلى تركيا برفقة شقيقه كاميران وعند فشل الانتفاضة التجأ مع زعيم الثورة احسان نوري باشا إلى إيران وقابل الشاه البهلوي، وطلب منه المساعدة لكن مساعيه باءت بالفشل ومن هناك التجأ إلى العراق، وأقام فيها فترة وجيزة ثم رحل إلى دمشق، واستقر فيها منذ شهر آب 1931م
وهناك توصل جلادت إلى صيغة نهائية لأبجديته، والأبجدية التي كتبه جلادت مؤلفة من (31) حرفاً. ونشر الفبائه في الاعداد الستة الأولى من مجلة (هوار) عندما استقر الأمير جلادت في دمشق كان يعاني من ضيق ذات اليدين حيث كان معدم الدخل تماماً، وقد كانت الدولة العثمانية توقفت عن دفع التعويض عن ممتلكات عائلة بدرخان الواسعة في جزيرة بوتان وتوابعها منذ تسلم أتاتورك السلطة، واستبدال التعويض ببدل نقدي هزيل من ملكية الإمارة البدرخانية. حينها عرضت عليه دولة فرنسا المنتدبة نفقة خاصة، فرفضها ليبقى حراً إلى جانب أحرار سوريا، وعرض عليه شاه إيران
«بهلوي» منصب وزير مفوض في إحدى الدول الأوربية، إلا أنه رفضها.
في سنة 1935 تزوج من الأميرة (روشن بدرخان) ابنة الأمير صالح بدرخان، وقبل بوظيفة في الدولة السورية،
فدرس أولاً الفرنسية في مدرسة الصنائع بدمشق من سنة 1934 ولغاية 1936، ثم أصبح محامي شركة «الريجي»
ورئيس مفتشيها، وفضل الحياة العائلية الشريفة على العيش برفاهية رغم الكثير من المرارة والحرمان.
حيث كان يقيم في حي الشهداء، طريق الصالحية. وله ثلاثة أولاد صبيان وبنت صفدر سينم جمشيد
وكان يكتب جميع المقالات لمجلتيهِ ويوقعها بأسماء مستعارة مختلفة مثل: جلادت عالي بدرخان
– هراكول ازيزان – هاوار – روناهي – صاحب هاوار – صاحب روناهي – بافي جمشيد – فرهنكَفان
– جيروك فان – ستران فان – نيجرفان... ثم كان ينضدهها بنفسهِ ويحملها إلى المطبعة،
ويوزعها، وكانت تساعده في ذلك حرمه الأميرة (روشن) ونجله (جمشيد).
وبعد عام 1946 سمح له بالترشيح في البرلمان السوري كممثل لأكراد الجزيرة السورية العليا.
في عام 1947م وفي الوقت الذي مارس فيه نشاطه الدعائي أقتيد مخفورآ إلى دمشق بأمر من الحكومة السورية، وشطب اسمه من قائمة المرشحين لأسباب سياسية ونتيجة ضغوط خارجية وتقدم بعدها الأمير بطلب من الحكومة السورية أنه على استعداد لتشكيل قوة عسكرية إلى جانب العرب لصد أي هجوم خارجي ولكن طلبه قوبل بالرفض لعدة أسباب:
- تشكل قوة عسكرية كردية قد تشكل خطراً على الحكومة السورية.
- لمنع انتشار البدرخانيين صيتًا ووجودا.
- لفت نظر الحكومات حول الأكراد بمثل هذا العدد الكبير.
- ربما يؤدي إلى لم شمل الأكراد التي تجعل نار المواجهة من قبل الأكراد ثائرة في النفوس
- الشك في مصداقية الأمير جلادت.

## أعماله
يعتبر جلادت بدرخان مؤلف الأبجدية الكردية اللاتينية. وكذلك رائد الصحافة الكردية في المهجر حيث أصدر هوار في 15 أيار 1932 وصدر منها 57 عددا. ثم الحق بها ملحق مصور (روناهي)(النور) وطبع العدد الأول منها في نيسان 1942 واستمرت حتى ايلول 1944.
ثم عادت للظهور في 15 آذار 1945 ثم توقفت نهائيا.
كما لم تنحصر خدماته ببني قومهِ، بل خدم الأمة العربية بعملهِ وتمنى لها الخير كما تمناه لبني جلدته، وسعى بكل ما أوتي من قوة ليؤمن التفاهم والولاء بين أبناء قومه، ولم يدخر جهداً في توطيد العلاقات وحسن الجوار بين العرب والكورد، فعرض على الثوار العرب في فلسطين خلال حرب 1936 مساعدتهم بالرجال والسلاح.
وفي سنة 1948م اقترح على الحكومة السورية أن يؤلف فرقة من الكورد تعاون العرب على صد هجمات خارجية.
كتب بدرخان في مختلف الفنون الأدبية، وكان جلادت قد اعد قاموسا كرديا لكن زوجة الأمير روشن اهدته إلى الأكاديمية الكردية في بغداد عام 1971.
ولامير جلادت كان يتلقب بعدة القاب نذكر منها: أمير بوتان – أبو جمشيد – صاحب مجلة هوار 
Ferhengvan – Nêrevan – Beliç şêrgo – C.A.B – Seydayê Gerok – Stranvan- Çîrovan....
اما اللغات التي كان يتقنها فهي: الكردية، التركية، الألمانية، العربية، الفارسية، الفرنسية،
اليونانية، الإنكليزية، والروسية.

## وفاته
في عام 1951 قبل الأمير طلب صديقه (حسين بك إيبش) لمشاركته استغلال أراضيه الواسعة في قرية (هيجانة) القريبة من دمشق لزراعتها قطناً، اقتضى المشروع حفر بئر عمقه 25 متراً، ونصبت الآلات لسحب المياه ودعى البئر بالبئر 
قبل خمسة أشهر من وفاته.
وفي يوم 15 تموز 1951 بينما كان يشرف على العمال وهو واقف على حافة البئر وإذا بجدار البئر ينهار تحته،
فلم يع نفسه إلا وهو في قاع البئر.. لم تنقذه النجدة، ولا المستشفى الفرنسي بدمشق،
بل فارق الحياة بعد بضع ساعات من الحادثة المفجعة، وذاع النبأ الأليم في مختلف أوساط البلاد،
وقوبل بالحزن العميق والأسى البالغ، واحتفل بتشييع جثمانه موكب مهيب تتقدمه عشرات من أكاليل الزهور،
ومشى فيه بعض الوزراء والوزراء السابقين وكبار ضبط الجيش السوري ورجال السياسة، ووجهاء مدينة دمشق،
حيث أودع جثمانه الطاهر إلى جانب جثمان جده (بدرخان الكبير) !! في مقرة الشيخ خالد النقشبندي بحي الكورد بدمشق.
وقد ابنه بعض الخطباء بكلمات مؤثرة، عددوا فيها مآثره وأشادوا بعمله وفضله، كما ذكروا نضاله وجهاده في سبيل
عقيدته القومية.
لاشك أن الأمير جلادت بدرخان كان من الوطنيين الأقحاح، حيث أحرز موقعاً ممتازاً بين جماهير الشعب السوري عامة
والكوردي خاصة، لهذا فتح له الشعب الكوردي صفحة مذهبة من تأريخ نضاله المستمر، ودون خدماته الجليلة بإجلال وإكرام.
ويحق له أن يوضع على مرقده تمثال الوطنية والبطولة كما حفرعلى شاهد ضريحه الشاعر الخالد (قدري جان) هذه الكلمات:
أمير الكرد، ابن كردستان البار، حفيد بدرخان، صاحب العزائم، جلادت.. ذو التضحيات، وأن كان جسمه مدفوناً هنا،
إلا أن روحه صعدت إلى السماء، في سبيل الوطن، صاحب العهد والميثاق، جعل روحه قرباناً، لم يمت، هو خالد واسمه أبدي

## مؤلفاته
- قواعد الالف باء الكردية دمشق 1932.
- صفحات من الالف باء دمشق 1932.
- مقدمة المولد النبوي.
- صلاوات الايزيدين.
- رسالة إلى مصطفى كمال باشا طبع في دمشق بالتركية.
- المسألة الكردية بالفرنسية 1934.
- القواعد الكردية بالفرنسية 1943.
- القواعد الكردية بالكردي والفرنسي طبعة باريس 1990 ترجم القسم الفرنسي إلى العربية عام 1990.
- القاموس الكردي الكردي مخطوط اهدته روشن بدرخان إلى الأكاديمية الكردية ببغداد 1971.
- كتاب سينم خان عن قواعد للاطفال – اعرف نفسك بالكردية – وله مجموعة شعرية.